# الدوري البحريني الممتاز 1985–86
الدوري البحريني الممتاز 1985-1986 هي النسخة الثلاثين من الدوري البحريني الممتاز.

## نظرة عامة
توج المحرق باللقب.